# Passo della Forcella (Trentino-Alto Adige)
Il passo della Forcella (conosciuto anche semplicemente come passo Forcella) è un passo di montagna alpino del Trentino-Alto Adige, precisamente della provincia di Trento. Si trova a 910 m di altitudine nel comune di Pieve Tesino, ed unisce la Valsugana all'altopiano del Tesino.

## Geografia
Il passo è un valico alpino all'interno della sezione alpina delle Dolomiti. Esso è la principale porta d'ingresso all'altopiano del Tesino per chi proviene da est, quindi dalla Valsugana, ed è anche la più agibile; l'altra via d'accesso (questa volta da ovest), il passo Brocon, si trova infatti ad oltre 1.600 m s.l.m. Il nome "Forcella" deriva dalla conformazione del collegamento tra il monte Lefre e il monte Mezza, i monti sul versante meridionale del passo. Il passo della Forcella divide il gruppo montuoso del Lefre a sud dal monte Silana a nord.

## Infrastrutture e trasporti

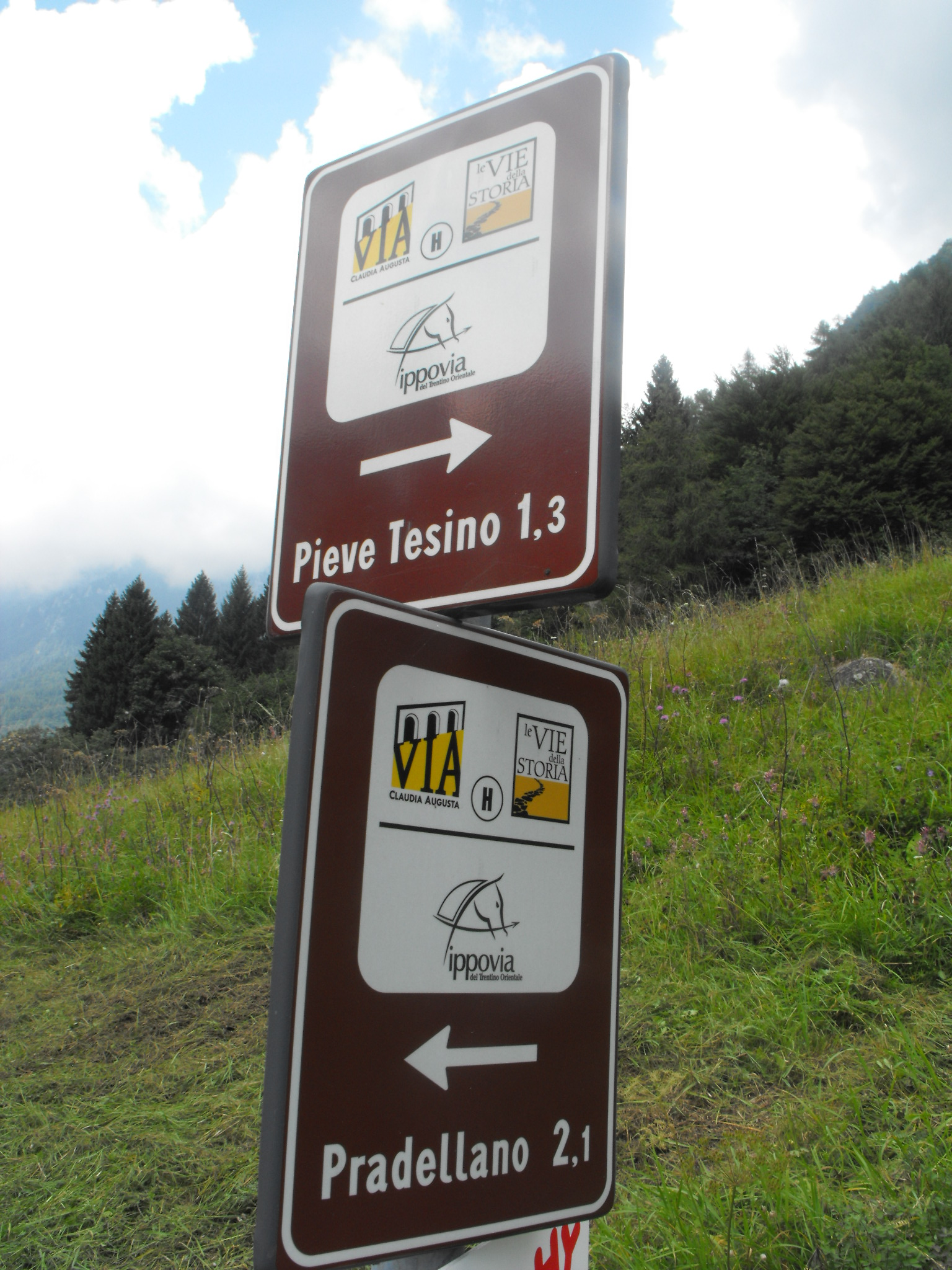
Segnaletica dei sentieri

Il passo è attraversato dalla strada provinciale 78 del Tesino, che dai comuni di Villa Agnedo e di Strigno porta a Castello Tesino. Il valico si trova al chilometro 10,4 della numerazione progressiva che parte dalla diramazione dalla strada statale 47 della Valsugana. Il termine della S.P. 78, nel centro di Castello Tesino, dista 4,1 km.
All'apice del valico si incontrano tre sentieri. Due di essi fanno parte dei circuiti turistici "Via Claudia Augusta" ed "Ippovia del Trentino Orientale", e collegano l'abitato di Pieve Tesino con la sua frazione occidentale di Pradellano. Il terzo sentiero si dirama in direzione sud portando alla località Forcella, nella quale è presente un centro sportivo all'ombra del monte Lefre.
Sulla cima del passo sono presenti due fermate del trasporto pubblico, a servizio dei pochi abitanti della località. La corsa è effettuata dai mezzi della Trentino Trasporti, che codifica il percorso Borgo Valsugana-Strigno-Castello Tesino con il codice 405.

## Galleria d'immagini

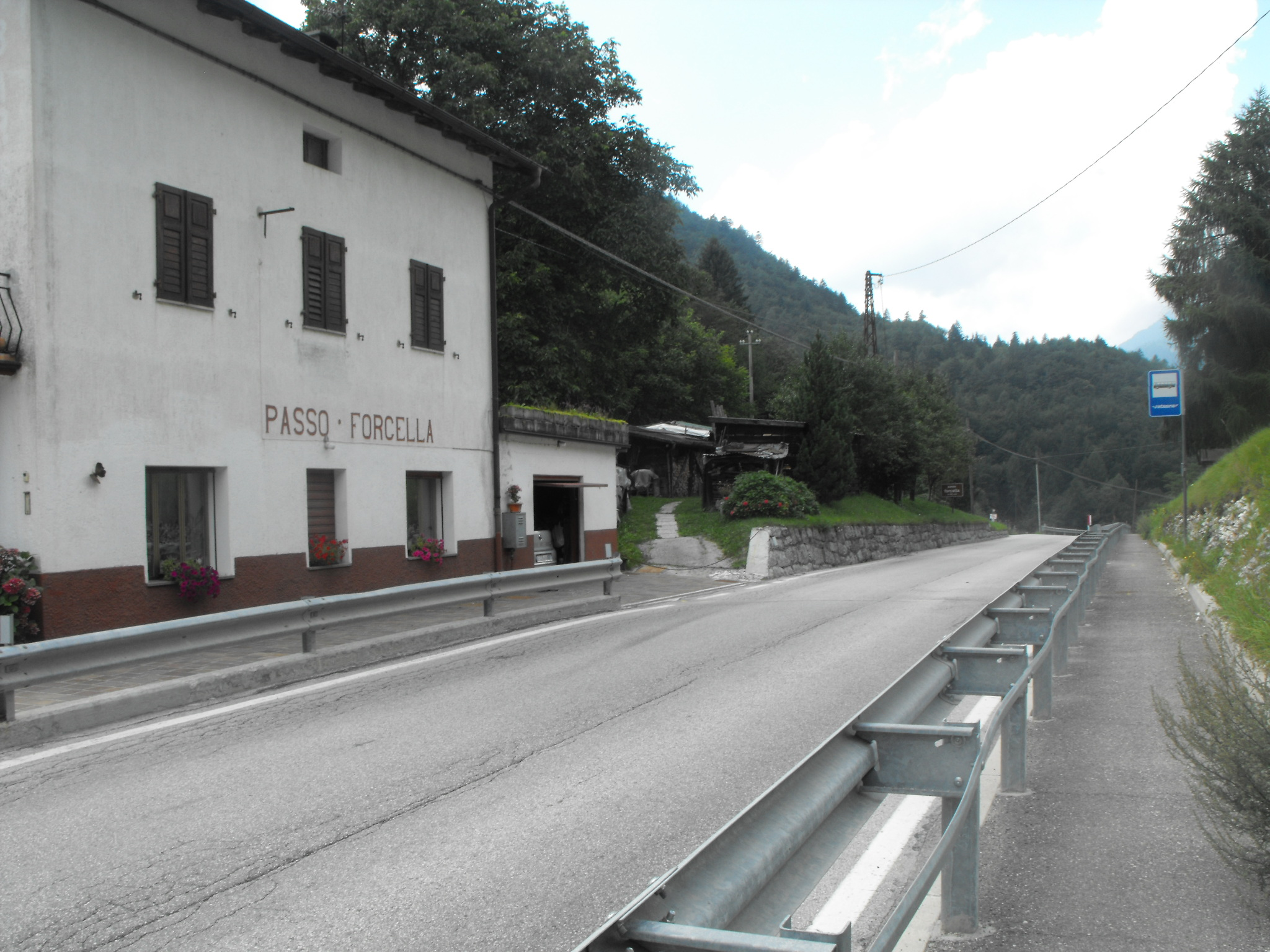
Apice del passo
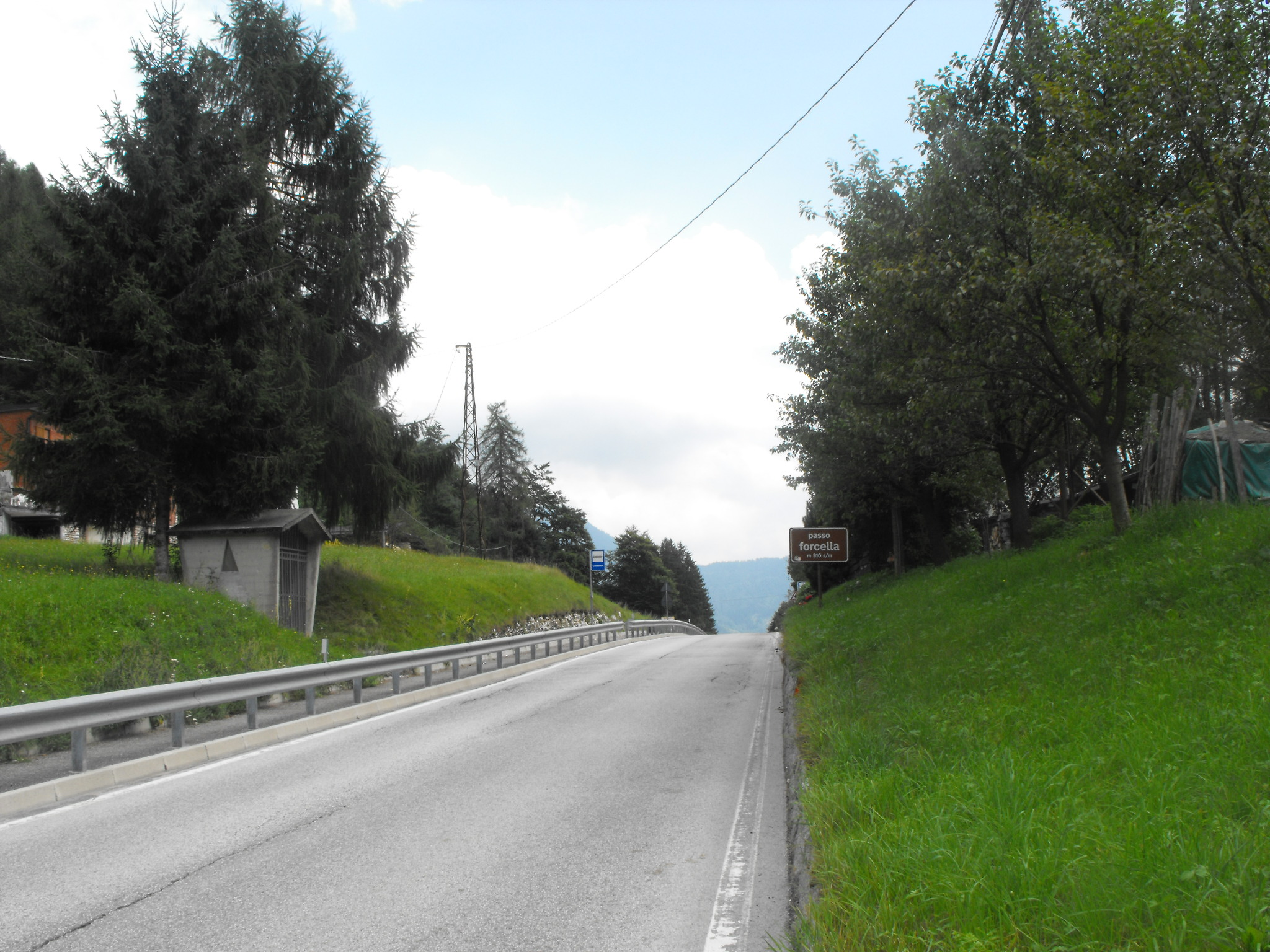
Strada da ovest
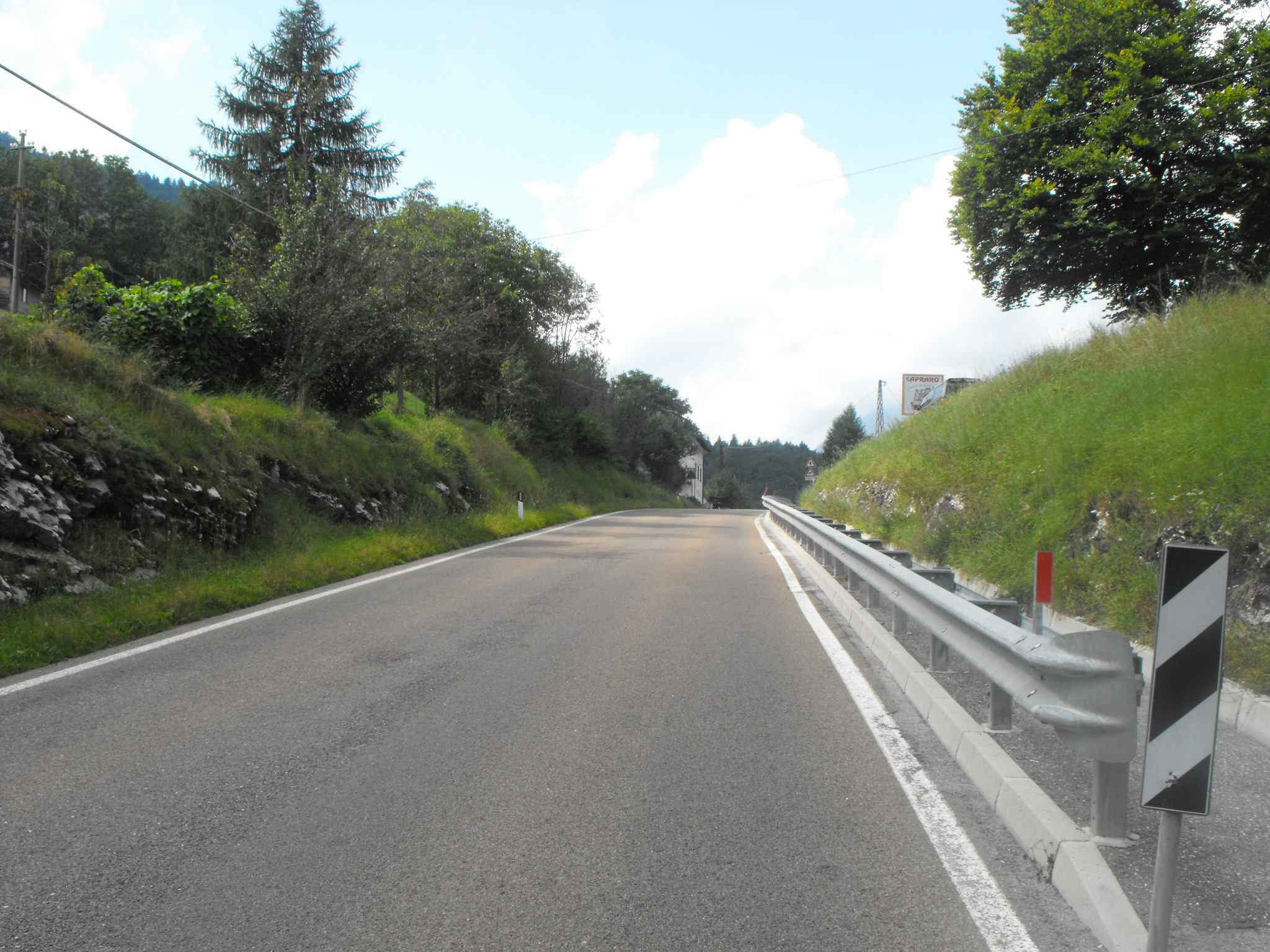
Strada da est